# Mario Tajima
Mario Tajima (Bogotá, Cundinamarca, Colombia, 31 de mayo de 1993) es un futbolista peruano nacido en Colombia. Juega de centrocampista y su equipo actual es Academia Cantolao de la Liga 1. Tiene 31 años.

## Trayectoria
Comenzó su carrera en el AELU, luego pasó al Esther Grande de Bentín.

### Universitario de Deportes
Paul Cominges fue el encargado de llevarlo a las divisiones menores de Universitario de Deportes. En el año 2012 formó parte del equipo de Universitario de Deportes sub-20 que participó en la Copa Libertadores Sub-20 realizada en el Perú. Su debut con el primer equipo de Universitario ocurrió el 14 de octubre de 2012 en un encuentro amistoso disputado en el Estadio Nacional ante Alianza Lima. Fue ascendido al primer equipo junto a Rodrigo Camino y Mauricio Lopez. Fue gracias a su nacionalización su ascenso al primer equipo, ya que no se quería que ocupe un cupo de extranjero. Su debut oficial en primera división se produjo el 24 de abril de 2013 en la victoria por 3-0 sobre el F. B. C. Melgar. Además también tuvo minutos contra Unión Comercio, completando así 36 minutos en 2 partidos. En el mes de junio se le otorgó una licencia por seis meses para que se dedique a sus estudios en los Estados Unidos.
En febrero de 2014 regresó al Perú, él tenía contrato con Universitario hasta el 2015 y fue cedido en préstamo al Deportivo Municipal, donde disputó siete encuentros y anotó un gol tras terminar su contrato con el club en el mes de agosto. Volvió al club Universitario, sin embargo no fue inscrito en el Torneo Clausura. 
En 2015 descendió con Cienciano.
En 2016 ficha por la Universidad San Martín.
A mitad del 2016 fichó por Ayacucho FC.
En 2017 ficha por Sport Boys saliendo campeón de Segunda. Para el año siguiente se desligó del club por los problemas económicos.
A mitad del 2018 fichó por Carlos A. Mannucci ascendiendo a Primera.
En la temporada 2023 descendió de categoría, al quedar último en la tabla acumulada del torneo con la Academia Cantolao.

## Clubes
| Club                      | País | Año       |
| ------------------------- | ---- | --------- |
| Universitario de Deportes | Perú | 2012-2013 |
| Deportivo Municipal       | Perú | 2014      |
| Cienciano                 | Perú | 2015      |
| Universidad de San Martín | Perú | 2016      |
| Ayacucho F. C.            | Perú | 2016      |
| Sport Boys                | Perú | 2017-2018 |
| Carlos A. Mannucci        | Perú | 2018-2019 |
| Academia Cantolao         | Perú | 2020-2021 |
| Deportivo Municipal       | Perú | 2022      |

## Estadísticas
- Actualizado al 28 de octubre de 2023

| Equipo                        | Div.                | Temporada           | Campeonato | Campeonato | Campeonato | Copa  | Copa  | Copa   | Internacional | Internacional | Internacional | Total | Total | Total  |
| Equipo                        | Div.                | Temporada           | Part.      | Goles      | Asist.     | Part. | Goles | Asist. | Part.         | Goles         | Asist.        | Part. | Goles | Asist. |
| ----------------------------- | ------------------- | ------------------- | ---------- | ---------- | ---------- | ----- | ----- | ------ | ------------- | ------------- | ------------- | ----- | ----- | ------ |
| Universitario · Perú          | 1ª                  | 2013                | 2          | 0          | 0          | —     | —     | —      | —             | —             | —             | 2     | 0     | 0      |
| Universitario · Perú          | Total               | Total               | 2          | 0          | 0          | 0     | 0     | 0      | 0             | 0             | 0             | 2     | 0     | 0      |
| Deportivo Municipal · Perú    | 2ª                  | 2014                | 16         | 1          | 2          | —     | —     | —      | —             | —             | —             | 16    | 1     | 2      |
| Cienciano · Perú              | 1ª                  | 2015                | 24         | 1          | 6          | 8     | 2     | 0      | —             | —             | —             | 32    | 3     | 6      |
| Cienciano · Perú              | Total               | Total               | 24         | 1          | 6          | 8     | 2     | 0      | 0             | 0             | 0             | 32    | 3     | 6      |
| Universidad San Martín · Perú | 1ª                  | 2016                | 17         | 0          | 2          | —     | —     | —      | —             | —             | —             | 17    | 0     | 2      |
| Universidad San Martín · Perú | Total               | Total               | 17         | 0          | 2          | 0     | 0     | 0      | 0             | 0             | 0             | 17    | 0     | 2      |
| San Martín (T) · Perú         | 1ª                  | 2016                | 11         | 1          | 0          | —     | —     | —      | —             | —             | —             | 11    | 1     | 0      |
| San Martín (T) · Perú         | Total               | Total               | 11         | 1          | 0          | 0     | 0     | 0      | 0             | 0             | 0             | 11    | 1     | 0      |
| Atlético de Rafaela · Perú    | 2ª                  | 2017                | 25         | 3          | 6          | —     | —     | —      | —             | —             | —             | 25    | 3     | 6      |
| Atlético de Rafaela · Perú    | 2ª                  | 2018                | 20         | 1          | 2          | —     | —     | —      | —             | —             | —             | 20    | 1     | 2      |
| Atlético de Rafaela · Perú    | Total               | Total               | 45         | 4          | 8          | 0     | 0     | 0      | 0             | 0             | 0             | 45    | 4     | 8      |
| Carlos A. Mannucci · Perú     | 1ª                  | 2018                | 16         | 1          | 1          | —     | —     | —      | —             | —             | —             | 16    | 1     | 1      |
| Carlos A. Mannucci · Perú     | 1ª                  | 2019                | 21         | 0          | 2          | 3     | 0     | 0      | —             | —             | —             | 24    | 0     | 2      |
| Carlos A. Mannucci · Perú     | Total               | Total               | 37         | 1          | 3          | 3     | 0     | 0      | 0             | 0             | 0             | 40    | 1     | 3      |
| Academia Cantolao · Perú      | 1ª                  | 2020                | 22         | 3          | 4          | —     | —     | —      | —             | —             | —             | 22    | 3     | 4      |
| Academia Cantolao · Perú      | 1ª                  | 2021                | 19         | 0          | 4          | 1     | 0     | 0      | —             | —             | —             | 20    | 0     | 4      |
| Deportivo Municipal · Perú    | 1ª                  | 2022                | 9          | 0          | 3          | —     | —     | —      | —             | —             | —             | 9     | 0     | 3      |
| Deportivo Municipal · Perú    | Total               | Total               | 25         | 1          | 5          | 0     | 0     | 0      | 0             | 0             | 0             | 25    | 1     | 5      |
| Academia Cantolao · Perú      | 1ª                  | 2022                | 11         | 0          | 0          | —     | —     | —      | —             | —             | —             | 11    | 0     | 0      |
| Academia Cantolao · Perú      | 1ª                  | 2023                | 17         | 2          | 1          | —     | —     | —      | —             | —             | —             | 17    | 2     | 1      |
| Academia Cantolao · Perú      | Total               | Total               | 69         | 5          | 9          | 1     | 0     | 0      | 0             | 0             | 0             | 70    | 5     | 9      |
| Total en su carrera           | Total en su carrera | Total en su carrera | 230        | 13         | 33         | 12    | 2     | 0      | 0             | 0             | 0             | 242   | 15    | 33     |

## Palmarés

### Campeonatos nacionales
| Título                    | Club                      | País | Año  |
| ------------------------- | ------------------------- | ---- | ---- |
| Torneo Descentralizado    | Universitario de Deportes | Perú | 2013 |
| Segunda División del Perú | Sport Boys                | Perú | 2017 |